# 大東地誌
大东地志（韓語：대동지지）是李氏朝鮮時期的一本講述朝鲜地區山川地貌及各地人文建筑的地理著作，全書共32卷15册。作者是金正浩。金正浩用了27年时间在朝鲜全域調查，並於朝鮮哲宗12年（1861年）绘制《大东舆地图》，後又于朝鮮高宗元年(1864年)寫成《大东地志》。

## 內容
該書第一卷为京都(汉城府)，卷二至卷四为京畿道。卷五、卷六为忠清道。卷七至卷十为庆尚道。卷十一至卷十四为全罗道。卷十五至卷十六为江原道。卷十七、卷十八为黄海道。卷十九、卷二十记载咸镜道。卷二十一至卷二十四记载平安道。卷二十五为山水考，卷二十六为边防考，卷二十七、卷二十八为程里考，講述的是高丽相关制度和史事。卷二十九至卷三十二为历代志（又称方舆总志）,记载了檀君朝鲜、箕子朝鲜、卫氏朝鲜、汉四郡、加耶、百济、高句丽、新羅、渤海國、后三國、高丽的歷史。